# Serra dos Aimorés (pasmo górskie)
Serra dos Aimorés – górzysty region położony w stanach Minas Gerais i Espírito Santo we wschodniej Brazylii, zajmujący obszar około 10 100 km². Góry te tworzą krystaliczno-wzgórzowy płaskowyż o średniej wysokości 900 m n.p.m. Są pokryte lasem półliściastym i przecinane przez rzekę São Mateus oraz kilka mniejszych strumieni. Rzeka Rio Doce przepływa wzdłuż południowo-zachodniej granicy gór. Głównym miastem w rzadko zaludnionym obszarze jest Mantena. W skład pasma górskiego wchodzą m.in. szczyty Pedra do Fritz, Conjunto de Pedras da Moça, Pedra do Boiadeiro oraz Pedra de Lajedão. Nazwa pasma pochodzi od rdzennych mieszkańców regionu.